# ترمرمخن
ترمرمخن (به اسپانیایی: Torremormojón) یک شهرستان در اسپانیا است که در استان پالنسیا واقع شده‌است.

## خصوصیات
ترمرمخن ۲۸ کیلومترمربع مساحت و ۷۸ نفر جمعیت دارد.